# The Libertines
The Libertines je anglická hudební skupina, založená v roce 1997 v Londýně.
Známými se stali počátkem 21. století, kdy se svými písněmi okupovali přední příčky britských hitparád. Jejich druhé eponymní album bylo magazínem NME zvoleno druhým nejlepším albem roku 2004. Obě studiová alba produkoval Mick Jones, zpěvák a kytarista punkové legendy The Clash.
I přes velký komerční úspěch jejich nahrávek a rostoucího vlivu na britské nezávislé scéně se kapela v roce 2004 rozpadla. Oficiálním důvodem byly konflikty s Petem Dohertym, který byl údajně závislý na kokainu.
Kapela se dala dohromady znovu v roce 2010 kvůli koncertům na festivalech v Leedsu a Readingu.
V prosinci 2014 kapela oznámila plnohodnotný comeback, společně s novou deskou vydanou roku 2015.
V současnosti o sobě Pete tvrdí, že je vyléčený[zdroj⁠?!] a realizuje se jako zpěvák a kytarista ve skupině Babyshambles, kterou v roce 2003 sám založil. Carl Barât a Gary Powell působí ve skupině Dirty Pretty Things, John Hassall založil vlastní kapelu Yeti.

## Obsazení
- Pete Doherty - kytara, zpěv
- Carl Barât – kytara, zpěv
- John Hassall – basová kytara
- Gary Powell - bicí

## Diskografie

### Studiová alba
- 2002 - Up the Bracket
- 2004 - The Libertines
- 2015 - Anthems for Doomed Youth

### Výběrová alba
- 2007 - Time for Heroes - The Best of The Libertines

### EP
- 2003 - Time for Heroes
- 2003 - I Get Along
- 2003 - Don't Look Back into the Sun/Death on the Stairs
- 2005 - What Became of the Likely Lads

### Singly
- 2002 - „What a Waster“
- 2002 - „Up the Bracket“
- 2003 - „Time for Heroes“
- 2003 - „Don't Look Back into the Sun“
- 2004 - „Can't Stand Me Now“
- 2004 - „What Became of the Likely Lads“